# إهود
إهود بن جيرا (بالعبرية: אֵהוּד בֶּן־גֵּרָא) هو أحد الشخصيات المذكورة في سفر القضاة وهو من سبط بنيامين، ذكر في الكتاب المقدس أنه تم اختياره عن طريق الله لكي يخلص شعبه من عبودية عجلون ملك الموآبيين وذكر أنه كان أعسر واستغل هذا بعد أن قتل عجلون ثم قاد شعب إسرائيل للخلاص من الموآبيين.